# Golica

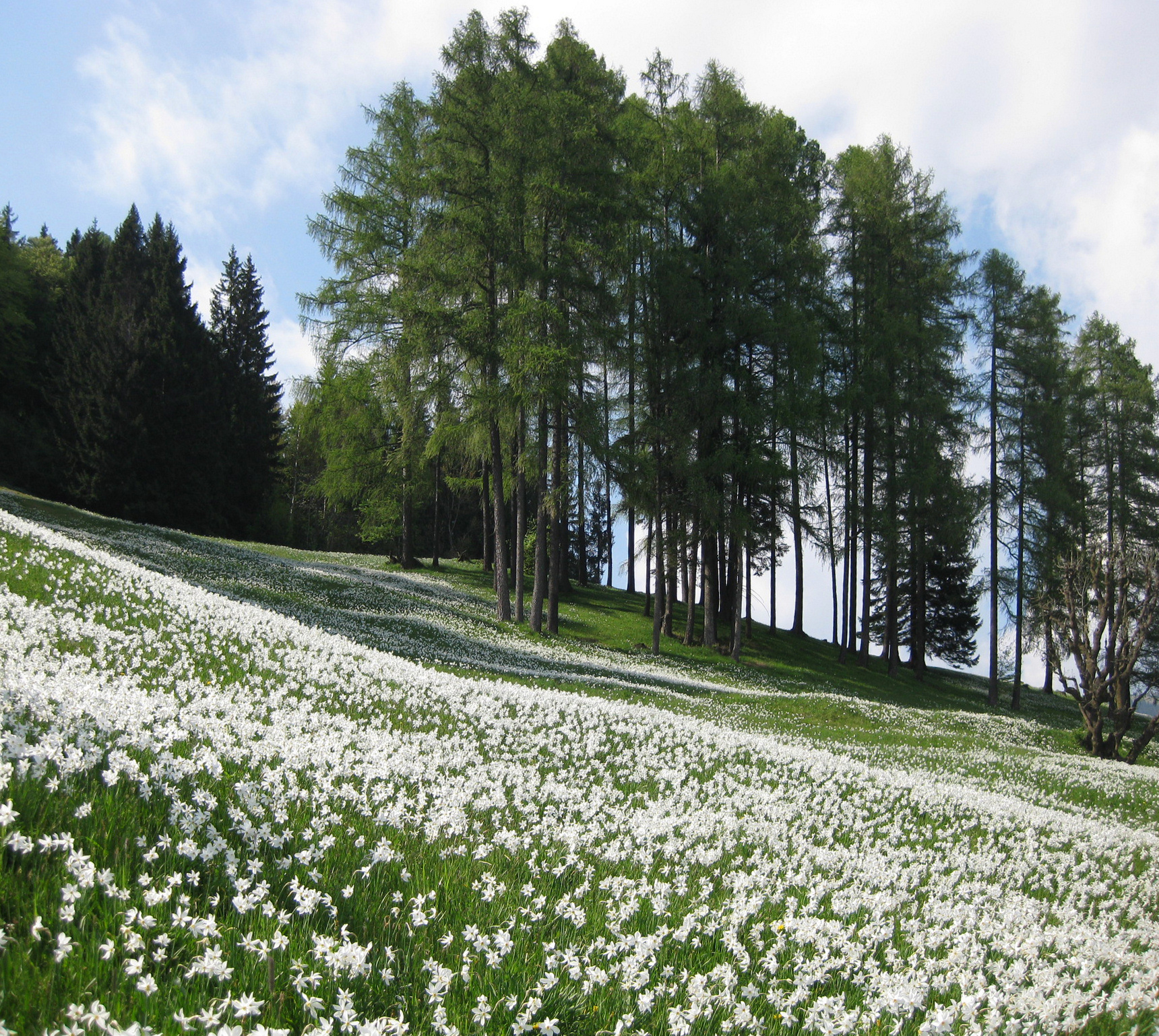
Csillagos nárciszok (Narcissus poeticus radiiflorus) a Golica alatt

A Golica (németül: Kahlkogel) (1836 m) a nyugati Karavankák egyik hegycsúcsa, Jesenice fölött, Szlovéniában. Leginkább nárciszmezőiről ismert, melyek áprilisban és májusban odacsalogatják a természetkedvelőket. A csúcshoz közel egy hegyi ház található. A házból és a csúcsról is szép kilátás nyílik az osztrák Karinthiára, valamint a Júliai-Alpokra.
Az erdőhatár fölött, 1582 méter magasságon van a Koča na Golici hegyi ház. Régebben két hegyi ház volt a Golicán: a Német ház, mely a jelenlegi ház helyén állt, valamint a Szlovén ház, mely a csúcson volt. Mindkét házat fölgyújtották a partizánok a második világháború alatt, hogy azokat ne használhassák a németek.
Manapság a hegyen kecskék legelnek, 1957-ig pedig a környező falvakban élő emberek lekaszálták a füvet. A helybeliek büszkék a hegyre, többek között mert említik a Na Golici (A Golicán) hagyományos szlovén népzenében is.

## A nárciszmezők
Májusban (meg az időjárástól függően április végén és június elején is) a Golica lábánál nagy számban jelennek meg a csillagos nárciszok (Narcissus poeticus radiiflorus). A nárciszok évelő virágok hagymával, a szél által terjednek, ami miatt főleg füves, pusztás területeken találhatók. A Kárpát-medencében is sok helyen található, főleg hegyek lábánál. A második világháborúig egészen a csúcsig terjedtek ezek a virágok, manapság pedig jóval alacsonyabb magasságig mennek. Az ok erre a talaj mechanizált megmunkálása és a kémiailag előállított kálium és foszfor alapú műtrágyák használata, melyet arra használnak, hogy a fű magasabbra nőjön. Ezen kívül a nárcisz nem felelnek meg a legelőkön - ameddig a levele zöld, addig mérgező a háziállatok számára. Ezért régebben a pásztorok csak augusztusban terelték a hegyre a nyájakat.
A Golicán nő még a veszélyeztetett Crepis bocconi virág, valamint az Alpesi Korpafű (Diphasiastrum alpinum).